# Zamarada melpomene
Zamarada melpomene là một loài bướm đêm trong họ Geometridae.